# Patrick Moore
Sir Patrick Alfred Caldwell-Moore (4 tháng 3 năm 1923 – 9 tháng 12 năm 2012) là nhà thiên văn nghiệp dư người Anh. Ông đồng thời là một nhà văn, nhà nghiên cứu, phát thanh viên và dẫn chương trình truyền hình. 
Patrick Moore từng giữ cương vị chủ tịch Hội liên hiệp Thiên văn học Anh quốc (BAA), là nhà đồng sáng lập và chủ tịch của Hội Thiên văn học Phổ thông (SPA), tác giả của hơn 70 đầu sách về thiên văn, và là người dẫn chương trình cho xê-ri truyền hình dài nhất vẫn được phát sóng (với cùng một người dẫn chương trình) có tên The Sky at Night của đài BBC. Trong lĩnh vực thiên văn nghiệp dư, ông là chuyên gia về quan sát Mặt Trăng và lập nên danh mục Caldwell. Cách nói nhanh và kính một tròng là hình ảnh biểu tượng của ông trên truyền hình Anh Quốc.
P. Moore cũng là một nghệ sĩ mộc cầm và dương cầm tự học, đồng thời cũng là một soạn giả nhạc tài năng. Ngoài ra, ông còn là cầu thủ cricket, gôn thủ và kì thủ. Trong số hàng chục đầu sách phổ biến khoa học được xuất bản, một phần không nhỏ là sách viễn tưởng. 
Moore từng phục vụ trong Không quân hoàng gia Anh trong Thế chiến II. Ông không kết hôn và cũng không có con cái.

## Cuộc đời
Moore sinh ngày 4 tháng 3 năm 1923 tại Pinner, Middlesex, là con của Charles Trachsel Caldwell-Moore (mất năm 1947) và Gertrude (née White) (mất năm 1981). Gia đình ông chuyển tới Bognor Regis và sau này chuyển tới East Grinstead, ông sống cả tuổi thơ ở nơi đây. Moore từ nhỏ đã gặp vấn đề về tim, vì thế ông có sức khỏe yếu và được gia sư dạy tại nhà. Ông bắt đầu quan tâm tới thiên văn khi lên 6 tuổi và tham gia Hội liên hiệp Thiên văn Anh Quốc năm 11 tuổi. Ông được mời điều hành một đài quan sát nhỏ ở East Grinstead năm 14 tuổi sau khi thầy giáo của ông – người chịu trách nhiệm điều hành đài quan sát qua đời vì tai nạn giao thông. Khi lên 16 tuổi, ông bắt đầu đeo kính đơn tròng bởi mắt phải của ông yếu hơn mắt trái. 
Trong thế chiến II, Moore tham gia Lực lượng Không quân Hoàng gia Anh và giải ngũ tháng 10 năm 1945.

## Sự nghiệp thiên văn học
Sau chiến tranh Moore từ chối học bổng vào trường Đại học Cambridge bởi ông mong muốn "tự đứng trên hai chân mình". Ông viết cuốn sách đầu tiên "Hướng dẫn về Mặt Trăng" (Guide to the Moon, sau này được đổi tên thành Patrick Moore bàn về Mặt Trăng/ Patrick Moore on the Moon) vào năm 1952 và được xuất bản một năm sau đó. 
Patrick Moore trở thành giáo viên giảng dạy ở thành phố Woking và Trường Holmewood House ở Langton Green giai đoạn 1945–1953. Cuốn sách thứ hai được ông dịch từ một tác phẩm của nhà thiên văn học Pháp Gérard de Vaucouleurs (Moore nói thành thạo tiếng Pháp). 
Khi đang giảng dạy tại Holmewood, ông chế tạo một chiếc kính phản xạ 12.5 inch tại nhà. Ông nuôi dưỡng một niềm đam mê đặc biệt với mặt xa của Mặt Trăng, một phần nhỏ của mặt xa có thể nhìn thấy từ Trái Đất nhờ hiện tượng bình động (libration). Từ đó Mặt Trăng trở thành mục tiêu nghiên cứu suốt đời của ông. Ông tuyên bố phát hiện và đặt tên cho biển Mare Orientale (Biển Đông) vào năm 1946 cùng với H P Wilkins, dù rằng sau này ông thừa nhận rằng có lẽ nhà thiên văn học Đức Julius Heinrich Franz mới là người phát hiện nó đầu tiên. Năm 1968, ông đặt cho hiện tượng các vùng lóe sáng trong thời gian ngắn trên bề mặt Mặt Trăng cái tên "Transient lunar phenomena" (Hiện tượng thuấn biến trên Mặt Trăng).
Lần đầu tiên Moore xuất hiện trên truyền hình trong một cuộc tranh luận về khả năng tồn tại của đĩa bay sau hàng loạt thông báo phát hiện đĩa bay vào thập niên 1950. Moore tranh luận với Lord Dowding và một số người ủng hộ UFO khác. Ông được mời dẫn chương trình cho một chương trình thiên văn học trực tiếp ban đầu có tên Star Map, sau này đổi thành The Sky at Night. Vào ngày 24/04/1957, lúc 22:30, Moore dẫn số đầu tiên nói về sao chổi Arend Roland. Moore tiếp tục dẫn chương trình này hàng tháng chỉ ngoại trừ một lần duy nhất vào tháng 7/2004 ông phải nhập viện vì ngộ độc thực phẩm. Moore được ghi danh vào Sách kỉ lục Guinness thế giới với tư cách là người giới thiệu cho một chương trình truyền hình lâu nhất. Từ năm 2004 đến 2012, chương trình được phát từ nhà riêng của Moore bởi chứng viêm khớp không cho phép ông tới làm việc tại đài truyền hình. Trong nhiều năm ông nhận lời mời dẫn chương trình này trên đài khác, tuy nhiên ông đều từ chối bởi ông có một "thỏa thuận của quý ông" với đài BBC.
Một dấu ấn nổi bật của chương trình  là vào năm 1959, Liên Xô cho phép Moore với tư cách là người phương Tây đầu tiên tới xem kết quả hình ảnh thu được từ tàu thăm dò Luna 3, và tường thuật trực tiếp sự kiện trên sóng truyền hình. Ông cũng được mời tới thăm Liên Xô để gặp gỡ Yuri Gagarin, người đầu tiên bay vào vũ trụ. 
Vào năm 1965, ông được bổ nhiệm trở thành giám đốc của Cung thiên văn Armagh mới xây dựng xong tại Bắc Ireland, ông giữ vị trí này tới năm 1968. Ông từng đi tới Nhật Bản để cải tiến máy chiếu Goto Mars dùng trong Cung Thiên văn. Ông giúp tái xây dựng kính thiên văn Birr tại Cộng hòa Ireland và cũng là nhân tố quan trọng trong việc xây dựng Bảo tàng Thiên văn Herschel tại Bath.

Vào tháng 6/1968, Moore quay trở lại England, cư trú ở Selsey sau khi ông từ chức giám đốc Cung thiên văn Armagh. 
— Brian May, nói sau khi Patrick Moore qua đời.
Patrick Moore trở thành thành viên của Ủy ban Thiên văn Quốc tế (IAU) vào năm 1966; hai lần tham gia soạn thảo bản tin của Đại hội đồng Ủy ban. Ông cố gắng thành lập Ủy ban Thiên văn Nghiệp dư quốc tế nhưng cuối cùng thất bại vì thiếu sự quan tâm của cộng đồng. Trong thập niên 1970 và 1980, ông tham gia thông báo về sứ mệnh Voyager và Pioneer ngay từ cơ quan trụ sở của NASA. 
Patrick Moore biên soạn danh mục vật thể thiên văn Caldwell và vào năm 1982, một thiên thạch đã được đặt theo tên ông – 2602 Moore. Vào tháng 2/1986, ông dẫn số đặc biệt của The Sky at Night về cuộc tiếp cận sao chổi Halley. Tháng 1/1998, một cơn bão đã phá hủy đài quán sát trong vườn nhà Moore, ông đã xây dựng lại đài này sau đó. Moore tham gia chiến dịch chống lại quyết định đóng cửa Đài thiên văn hoàng gia Greenwich vào năm 1998. Moore cũng là người đỡ đầu cho Trung tâm Khoa học và cung thiên văn South Downs khi nơi này thành lập vào năm 2001.

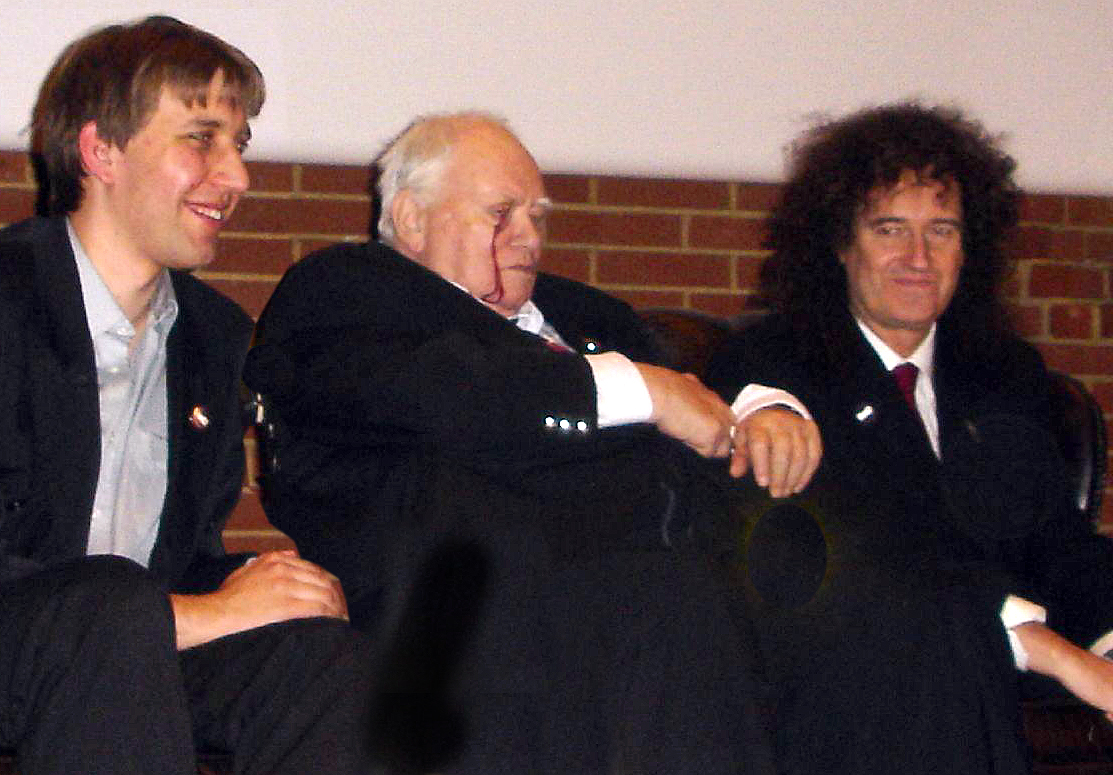
Moore với người bạn dẫn chương trình Chris Lintott và Brian May, nhà thiên văn học và cũng là nghệ sĩ chơi guitar của nhóm Queen tại AstroFest vào năm 2007

Vào ngày 1/04/2007, chương trình đặc biệt  kỉ niệm 50 năm The Sky at Night được phát sóng trên kênh BBC One với sự tham gia của Patrick Moore, nhà thiên văn nghiệp dư Jon Culshaw và nhà thiên văn Brian May.
Tháng 1/2012, chứng viên khớp và vết thương cũ trên xương sống đã khiến Moore không thể điều khiển kính thiên văn. Tuy nhiên, ông vẫn tiếp tục dẫn chương trình The Sky at Night từ nhà riêng.
Ông qua đời lúc 12:25, ngày 9 tháng 12 năm 2012 tại nhà ở Selsey, West Sussex, hưởng thọ 89 tuổi.
Ngày 9 tháng 12 năm 2012 Bảo tháng Khoa học London thông báo việc tiếp nhận số lượng lớn hiện vật của Moore, bản thảo và bản ghi sự kiện, bao gồm kịch bản chương trình The Sky at Night và khoảng 70 đầu sách trên 60 tuổi trong số sách quan sát của ông, các bản thảo sách thiên văn – viễn tưởng cùng chiếc kính phản xạ 12.5 inch.

## Tôn vinh
Năm 1945, Moore được lựa chọn trở thành thành viên của Hội Thiên văn Hoàng gia. Năm 1977, ông nhận huy chương Jackson-Gwilt của hội. Năm 1999, ông trở thành chủ tịch danh dự của Hội Thiên văn East Sussex, vị trí ông nắm giữ cho tới khi qua đời. Năm 2001, ông được phong hiệp sĩ vì những đóng góp cho việc phổ biến khoa học và truyền bá thông tin. 
Năm 2001, Moore được bổ nhiệm làm Thành viên danh dự của Hội Hoàng gia, ông là nhà thiên văn nghiệp dư duy nhất đạt được vinh dự này. Vào tháng 6/2002, ông nhận chức phó chủ tịch danh dự của Hội Lịch sử Thiên văn học. Cũng vào năm 2002, Buzz Aldrin, người thứ hai đặt chân lên Mặt Trăng, đề cử ông cho giải thưởng của Viện Hàn lâm Nghệ thuật Điện ảnh và Truyền hình Anh quốc bởi. Moore có quá trình cộng tác lâu dài với trường Đại học Leicester và Phân viện Vật lý - Thiên văn, nhờ vậy ông được trao tặng danh hiệu Tiến sĩ khoa học danh dự vào năm  1996 và danh hiệu Ái hữu danh dự đặc biệt vào năm 2008, danh hiệu cao nhất mà một trường đại học có thể trao tặng.
Năm 2009, sau khi cứu Đài quan sát cộng đồng Aidrie khỏi việc bị đóng cửa, Moore nhận vị trí Chủ tịch danh dự của Liên hiệp Thiên văn Airdrie, ông đảm nhận vị trí này cho tới lúc qua đời.

## Danh mục tác phẩm
Patrick Moore viết rất nhiều sách phổ thông. Từ năm 1962 đến 2011, ông là người biên tập Yearbook of Astronomy xuất bản hằng năm. Ông cũng là biên tập viên của nhiều sách khoa học khác trong thời kỳ này. Moore còn sáng tác tiểu thuyết khoa học viễn tưởng dành cho thiếu nhi. Dưới bút danh R. T. Fishall, ông viết rất nhiều tác phẩm hài hước. Danh sách dưới đây chưa phải là toàn bộ tác phẩm của ông. 
- A Guide to the Moon, 1953, ISBN 978-0-393-06414-8
- Mission to Mars, 1955
- The Planet Venus, 1956
- The Voices of Mars, 1957
- A Guide to the Planets, 1960, ISBN 0-393-06319-4
- Stars and Space, 1960
- A Guide to the Stars, 1960, Library of Congress Catalog Card No. 60-7584
- Oxford Children's Reference Library Book 2: Exploring the World, 1966
- The Amateur Astronomer's Glossary, 1966 (reprinted as The A-Z of Astronomy)
- Moon Flight Atlas, 1969[6]
- Observer's Book of Astronomy, 1971, ISBN 0-7232-1524-3
- Challenge of the Stars, 1972, ISBN 0528830457
- Can You Speak Venusian?, 1972, ISBN 0-352-39776-4
- How Britain Won the Space Race, 1972 (with Desmond Leslie)
- Mastermind (Book 1), (edited by Boswell Taylor), the sections on Astronomy, 1973, republished 1984, ISBN 0-907812-64-3
- Watchers of the Stars:The Scientific Revolution, 1974, ISBN 0-399-11374-6
- Next Fifty Years in Space, 1976, ISBN 0-86002-033-9
- Astronomy Quiz Book, 1978, ISBN 0-552-54132-X
- The Scott Saunders series (six juvenile science fiction novels), late 1970s
- Bureaucrats: How to Annoy Them (humour) (writing as R.T.Fishall), 1982, ISBN 0-09-929370-6
- New Observer's Book of Astronomy, 1983, ISBN 0-7232-1646-0
- Armchair Astronomy, 1984, ISBN 0-85059-718-8
- Travellers in Space and Time, 1984, ISBN 0-385-19051-4
- Stargazing: Astronomy Without A Telescope, 1985, ISBN 0-906053-92-7
- Explorers of Space, 1986, ISBN 0-86134-092-2
- The Astronomy Encyclopaedia, 1987, ISBN 0-85533-604-8
- Astronomers' Stars, 1987, ISBN 0-393-02663-9
- Television Astronomer: Thirty Years of the "Sky at Night", 1987, ISBN 0-245-54531-X
- Exploring the Night Sky with Binoculars, 1988, ISBN 0-521-36866-9
- Space Travel for the Under Tens, 1988, ISBN 0-540-01179-7
- The Universe for the Under Tens, 1990, ISBN 0-540-01209-2
- Mission to the Planets, 1991, ISBN 0-304-34088-X
- New Guide to the Planets, 1993, ISBN 0-283-06145-6
- The Sun and the Moon (Starry Sky), 1996, ISBN 0-09-967911-6
- The Guinness Book of Astronomy, 1995, ISBN 0-85112-643-X
- The Stars (Starry Sky), 1996, ISBN 0-09-967881-0
- The Sun and the Moon (Starry Sky), 1996, ISBN 0-09-967911-6
- The Planets (Starry Sky), 1996, ISBN 0-09-967891-8
- Eyes on the Universe: Story of the Telescope, 1997, ISBN 3-540-76164-0
- Exploring the Earth and Moon, 1997, ISBN 1-85361-447-5
- Philip's Guide to Stars and Planets, 1997, ISBN 0-540-07235-4
- Brilliant Stars, 1997, ISBN 0-304-34972-0
- Patrick Moore on Mars, 1998, ISBN 0-304-35069-9
- Patrick Moore's Guide to the 1999 Total Eclipse , 1999, ISBN 0-7522-1814-X
- Countdown!, or, How nigh is the end?, 1999, ISBN 0-7181-2291-7
- Exploring the Night Sky with Binoculars, 2000, ISBN 9780521793902
- The Star of Bethlehem, 2001, ISBN 0-9537868-2-X
- 80 Not Out: The Autobiography, 2003, ISBN 978-0-7509-4014-6
- 2004 The Yearbook of Astronomy, 2003, ISBN 0-333-98941-4 (editor)
- Our Universe: Facts, Figures and Fun, 2007, ISBN 1-904332-41-2
- Patrick Moore's Data Book of Astronomy, 2011, Cambridge University Press, ISBN 978-0-521-89935-2 and ISBN 978-1-107-67165-2